# Pichica lequereci
Pichica lequereci är en skalbaggsart som beskrevs av Soula 2002. Pichica lequereci ingår i släktet Pichica och familjen Rutelidae. Inga underarter finns listade i Catalogue of Life.